# Kardynałowie z nominacji Klemensa VIII
Papież Klemens VIII (1592–1605) mianował 53 nowych kardynałów na sześciu konsystorzach:

## 17 września 1593
1. Lucio Sassi, datariusz papieski – kardynał prezbiter Ss. Quirico e Giulitta (tytuł nadany 11 października 1593), zm. 29 lutego 1604
2. Francisco Toledo de Herrera SJ – kardynał prezbiter S. Maria in Traspontina (tytuł nadany 11 października 1593), zm. 14 września 1596
3. Pietro Aldobrandini, bratanek papieża, sekretarz stanu – kardynał diakon S. Nicola in Carcere (tytuł nadany 3 listopada 1593), następnie kardynał prezbiter S. Pancrazio (14 czerwca 1604), kardynał prezbiter Ss. Giovanni e Paolo (1 czerwca 1605), kardynał prezbiter S. Maria in Trastevere (4 czerwca 1612), kardynał biskup Sabiny (31 sierpnia 1620), zm. 9 lutego 1621
4. Cinzio Passeri Aldobrandini, siostrzeniec papieża, sekretarz stanu – kardynał diakon S. Giorgio in Velabro (tytuł nadany 11 października 1593), następnie kardynał prezbiter S. Pietro in Vincoli (1 czerwca 1605), zm. 1 stycznia 1610

## 5 czerwca 1596
1. Silvio Savelli, tytularny patriarcha Konstantynopola – kardynał prezbiter S. Maria in Via (tytuł nadany 21 czerwca 1596), zm. 22 stycznia 1599
2. Lorenzo Priuli, patriarcha Wenecji – kardynał prezbiter S. Maria in Traspontina (tytuł nadany 2 grudnia 1596), zm. 26 stycznia 1600
3. Francesco Maria Tarugi Orat, arcybiskup Awinionu – kardynał prezbiter S. Bartolomeo all'Isola (tytuł nadany 2 grudnia 1596), następnie kardynał prezbiter S. Maria sopra Minerva (17 czerwca 1602), zm. 11 czerwca 1608
4. Ottavio Bandini, arcybiskup Fermo – kardynał prezbiter S. Sabina (tytuł nadany 21 czerwca 1596), następnie kardynał prezbiter S. Lorenzo in Lucina (16 września 1615), kardynał biskup Palestriny (27 marca 1621), kardynał biskup Porto e S. Rufina (16 września 1624), kardynał biskup Ostia e Velletri (7 września 1626), zm. 1 sierpnia 1629
5. Francesco Cornaro, biskup Treviso – kardynał prezbiter Ss. Silvestro e Martino (tytuł nadany 21 czerwca 1596), zm. 23 kwietnia 1598
6. Anne de Pérusse Escars de Givry OSB, biskup Lisieux – kardynał prezbiter S. Susanna (tytuł nadany 14 czerwca 1604), zm. 19 kwietnia 1612
7. Giovanni Francesco Biandrate di San Giorgio, biskup Acqui – kardynał prezbiter S. Clemente (tytuł nadany 21 czerwca 1596), zm. 16 lipca 1605
8. Camillo Borghese, audytor Kamery Apostolskiej – kardynał prezbiter S. Eusebio (tytuł nadany 21 czerwca 1596), następnie kardynał prezbiter Ss. Giovanni e Paolo (10 marca 1599), kardynał prezbiter S. Crisogono (22 kwietnia 1602); od 16 maja 1605 papież Paweł V, zm. 28 stycznia 1621
9. Cesare Baronio Orat – kardynał prezbiter Ss. Nereo ed Achilleo (tytuł nadany 21 czerwca 1596), zm. 30 czerwca 1607
10. Lorenzo Bianchetti, protonotariusz apostolski – kardynał prezbiter S. Lorenzo in Panisperna (tytuł nadany 21 czerwca 1596), zm. 12 marca 1612
11. Francisco de Ávila, archidiakon Toledo – kardynał prezbiter S. Silvestro in Capite (tytuł nadany 21 kwietnia 1597), następnie kardynał prezbiter S. Croce in Gerusalemme (8 stycznia 1599), zm. 20 stycznia 1606
12. Fernando Niño de Guevara, przewodniczący Chancillerías w Grenadzie – kardynał prezbiter S. Biagio dell'Anello (tytuł nadany 21 kwietnia 1597), następnie kardynał prezbiter Ss. Silvestro e Martino (8 stycznia 1599), zm. 8 stycznia 1609
13. Bartolomeo Cesi, skarbnik generalny Kamery Apostolskiej – kardynał diakon S. Maria in Portico (tytuł nadany 21 czerwca 1596), następnie kardynał prezbiter S. Pietro in Vincoli (5 grudnia 1611), kardynał prezbiter S. Prassede (7 stycznia 1613), kardynał prezbiter S. Maria in Trastevere (31 sierpnia 1620), kardynał prezbiter S. Lorenzo in Lucina (29 marca 1621), zm. 18 października 1621
14. Francesco Mantica, audytor Roty Rzymskiej – kardynał diakon S. Adriano (tytuł nadany 21 czerwca 1596), następnie kardynał prezbiter S. Tommaso in Parione (24 stycznia 1597), kardynał prezbiter S. Maria del Popolo (17 czerwca 1602), zm. 28 stycznia 1614
15. Pompeo Arrigoni, audytor Roty Rzymskiej – kardynał diakon S. Maria in Aquiro (tytuł nadany 21 czerwca 1596), następnie kardynał prezbiter S. Balbina (24 stycznia 1597), zm. 4 kwietnia 1616
16. Andrea Baroni Peretti, protonotariusz apostolski, krewny Sykstusa V – kardynał diakon S. Maria in Domnica (tytuł nadany 21 czerwca 1596), następnie kardynał diakon S. Angelo in Pescheria (15 marca 1600), kardynał diakon S. Eustachio (13 listopada 1617), kardynał diakon S. Maria in Via Lata (11 stycznia 1621), następnie (19 kwietnia 1621) kardynał prezbiter S. Agnese in Agone (tytuł nadany 5 maja 1621), kardynał prezbiter S. Lorenzo in Lucina (24 października 1621), kardynał biskup Palestriny (16 września 1624), kardynał biskup Albano (2 marca 1626), kardynał biskup Frascati (14 kwietnia 1627), zm. 4 sierpnia 1629

## 18 grudnia 1596
1. Filip Wilhelm Wittelsbach, biskup elekt Ratyzbony – kardynał diakon bez tytułu, zm. 18 maja 1598

## 3 marca 1599
1. Bonifacio Bevilacqua, tytularny patriarcha Konstantynopola – kardynał prezbiter S. Anastasia (tytuł nadany 17 marca 1599), następnie kardynał prezbiter S. Girolamo degli Schiavoni (26 lutego 1601), kardynał prezbiter S. Prisca (31 sierpnia 1611), kardynał prezbiter S. Pietro in Vincoli (7 stycznia 1613), kardynał prezbiter S. Maria in Trastevere (29 marca 1621), kardynał biskup Sabiny (27 września 1623), kardynał biskup Frascati (7 września 1626), zm. 7 kwietnia 1627
2. Bernardo de Rojas y Sandoval, biskup Jaén – kardynał prezbiter S. Anastasia (tytuł nadany 26 lutego 1601), zm. 7 grudnia 1618
3. Alfonso Visconti, biskup Cervii – kardynał prezbiter S. Giovanni a Porta Latina (tytuł nadany 17 marca 1599), następnie kardynał prezbiter S. Sisto (24 stycznia 1600), zm. 19 września 1608
4. Domenico Toschi, biskup Tivoli – kardynał prezbiter S. Pietro in Montorio (tytuł nadany 17 marca 1599), zm. 26 marca 1620
5. Arnaud d’Ossat, biskup Rennes – kardynał prezbiter S. Eusebio (tytuł nadany 17 marca 1599), zm. 13 marca 1604
6. Paolo Emilio Zacchia, protonotariusz apostolski – kardynał prezbiter S. Marcello (tytuł nadany 17 marca 1599, zm. 31 maja 1605
7. Franz von Dietrichstein – kardynał prezbiter S. Silvestro in Capite (tytuł nadany 17 marca 1599), kardynał prezbiter S. Maria in Trastevere (27 września 1623), zm. 23 września 1636
8. Silvio Antoniano, sekretarz ds. Brewe Apostolskich – kardynał prezbiter S. Salvatore in Lauro (tytuł nadany 17 marca 1599), zm. 16 sierpnia 1603
9. Roberto Bellarmino SJ – kardynał prezbiter S. Maria in Via (tytuł nadany 17 marca 1599), następnie kardynał prezbiter S. Prassede (31 sierpnia 1621), zm. 17 września 1621
10. Bonviso Bonvisi, kleryk Kamery Apostolskiej – kardynał diakon Ss. Vito e Modesto (tytuł nadany 17 marca 1599), następnie kardynał prezbiter S. Biagio dell'Anello (5 lipca 1599), zm. 1 września 1603
11. François d’Escoubleau de Sourdis – kardynał prezbiter Ss. XII Apostoli (tytuł nadany 20 grudnia 1600), następnie kardynał prezbiter S. Marcello (30 stycznia 1606), kardynał prezbiter S. Pietro in Vincoli (29 marca 1621), kardynał prezbiter S. Prassede (13 października 1621), zm. 8 lutego 1628
12. Alessandro d’Este, brat księcia Modeny Cezara – kardynał diakon S. Adriano (tytuł nadany 17 kwietnia 1600), następnie kardynał diakon S. Maria Nuova (15 listopada 1600), kardynał diakon S. Eustachio (11 stycznia 1621), kardynał diakon S. Maria in Via Lata (19 kwietnia 1621), kardynał prezbiter S. Maria della Pace (2 października 1623), zm. 13 maja 1624
13. Giovanni Battista Deti, krewny papieża – kardynał diakon S. Adriano (tytuł nadany 17 marca 1599), następnie kardynał diakon S. Maria in Cosmedin (15 grudnia 1599), kardynał prezbiter Ss. Marcellino e Pietro (6 października 1614), kardynał biskup Albano (7 czerwca 1623), kardynał biskup Frascati (2 marca 1626), kardynał biskup Porto e S. Rufina (9 września 1626), kardynał biskup Ostia e Velletri (20 sierpnia 1629), zm. 13 lipca 1630

## 17 września 1603
1. Silvestro Aldobrandini OSIoHieros, prabratanek papieża, wielki przeor Rzymu – kardynał diakon S. Cesareo in Palatio (tytuł nadany 5 listopada 1603), zm. 28 stycznia 1612

## 9 czerwca 1604
1. Séraphin Olivier-Razali, tytularny patriarcha Aleksandrii – kardynał prezbiter S. Salvatore in Lauro (tytuł nadany 25 czerwca 1604), zm. 10 lutego 1609
2. Domenico Ginnasi, arcybiskup Manfredonii – kardynał prezbiter S. Pancrazio (tytuł nadany 20 czerwca 1605), następnie kardynał prezbiter Ss. XII Apostoli (30 stycznia 1606), kardynał prezbiter S. Lorenzo in Lucina (16 września 1624), kardynał biskup Palestriny (2 marca 1626), kardynał biskup Porto e S. Rufina (20 sierpnia 1629), kardynał biskup Ostia e Velletri (15 lipca 1630), zm. 12 marca 1639
3. Antonio Zapata y Cisneros, arcybiskup Burgos – kardynał prezbiter S. Matteo in Merulana (tytuł nadany 20 czerwca 1605), następnie kardynał prezbiter S. Croce in Gerusalemme (5 czerwca 1606), kardynał prezbiter S. Balbina (17 października 1616), zm. 27 kwietnia 1635
4. Filippo Spinelli, biskup Policastro – kardynał prezbiter S. Bartolomeo all'Isola (tytuł nadany 2 sierpnia 1604), następnie kardynał prezbiter S. Maria sopra Minerva (10 września 1608), zm. 25 maja 1616
5. Carlo Conti, biskup Ankony – kardynał prezbiter S. Crisogono (tytuł nadany 1 czerwca 1605), następnie kardynał prezbiter S. Clemente (17 sierpnia 1605), kardynał prezbiter S. Prisca (7 stycznia 1613), zm. 3 grudnia 1615
6. Bernard Maciejowski, biskup Krakowa – kardynał prezbiter S. Giovanni a Porta Latina (tytuł nadany 7 stycznia 1605), zm. 19 stycznia 1608
7. Carlo Gaudenzio Madruzzo, biskup Trydentu – kardynał prezbiter S. Tommaso in Parione (tytuł nadany 20 czerwca 1605), następnie kardynał prezbiter S. Cesareo in Palatio (1616), kardynał prezbiter S. Lorenzo in Lucina (2 marca 1620), kardynał biskup Sabiny (16 września 1626), zm. 14 sierpnia 1629
8. Jacques Davy du Perron, biskup Evreux – kardynał prezbiter S Agnese in Agone (tytuł nadany 7 stycznia 1605), zm. 5 września 1618
9. Innocenzo del Bufalo-Cancellieri, biskup Camerino, nuncjusz we Francji – kardynał prezbiter S. Tommaso in Parione (tytuł nadany 10 grudnia 1604), następnie kardynał prezbiter S. Marcello (1 czerwca 1605), kardynał prezbiter S. Pudenziana (30 stycznia 1606), kardynał prezbiter Ss. Nereo ed Achilleo (19 listopada 1607), zm. 27 marca 1610
10. Giovanni Delfino, biskup Vicenzy – kardynał prezbiter S. Matteo in Merulana (tytuł nadany 24 listopada 1604), następnie kardynał prezbiter S. Marco (1 czerwca 1605), kardynał prezbiter S. Girolamo degli Schiavoni (23 czerwca 1621), kardynał prezbiter S. Carlo ai Catinari (23 sierpnia 1622), zm. 25 Nov. 1622
11. Giacomo Sannesio, protonotariusz apostolski – kardynał prezbiter S. Stefano in Monte Celio (tytuł nadany 25 czerwca 1604), zm. 19 lutego 1621
12. Erminio Valenti – kardynał prezbiter S. Maria in Traspontina (tytuł nadany 25 czerwca 1604), zm. 22 sierpnia 1618
13. Girolamo Agucchi, preceptor S. Spirito in Sassia – kardynał prezbiter S. Pietro in Vincoli (tytuł nadany 25 czerwca 1604), zm. 27 kwietnia 1605
14. Girolamo Pamphili, dziekan Roty Rzymskiej – kardynał prezbiter S. Biagio dell'Anello (tytuł nadany 25 czerwca 1604), zm. 11 sierpnia 1610
15. Ferdinando Taverna, gubernator Rzymu, referendarz Obojga Sygnatur – kardynał prezbiter S. Eusebio (tytuł nadany 25 czerwca 1604), zm. 29 sierpnia 1619
16. Anselmo Marzato OFMCap, prokurator generalny zakonu kapucynów – kardynał prezbiter S. Pietro in Montorio (tytuł nadany 25 czerwca 1604), zm. 17 sierpnia 1607
17. Giovanni Doria – kardynał diakon S. Adriano (tytuł nadany 5 grudnia 1605), następnie kardynał prezbiter S. Pietro in Montorio (2 października 1623), zm. 19 listopada 1642
18. Carlo Emmanuele Pio – kardynał diakon S. Nicola in Carcere (tytuł nadany 25 czerwca 1604), następnie kardynał diakon S. Maria in Via Lata (2 października 1623), kardynał prezbiter Ss. Giovanni e Paolo (16 marca 1626), kardynał prezbiter S. Lorenzo in Lucina (16 września 1626), kardynał biskup Albano (14 kwietnia 1627), kardynał biskup Porto e S. Rufina (15 lipca 1630), kardynał biskup Ostia e Velletri (28 marca 1639), zm. 1 czerwca 1641